# Rosalie de Constant
 (juin 2024).
Pour les articles homonymes, voir Constant.
Rosalie de Constant ou Constant de Rebecque, née le 31 juillet 1758 à Saint-Jean et morte à Genève le 27 novembre 1834, est une illustratrice botanique et naturaliste suisse.
Elle a laissé une importante correspondance, notamment avec son cousin Benjamin Constant, ainsi qu’un herbier peint comportant 1 245 planches.

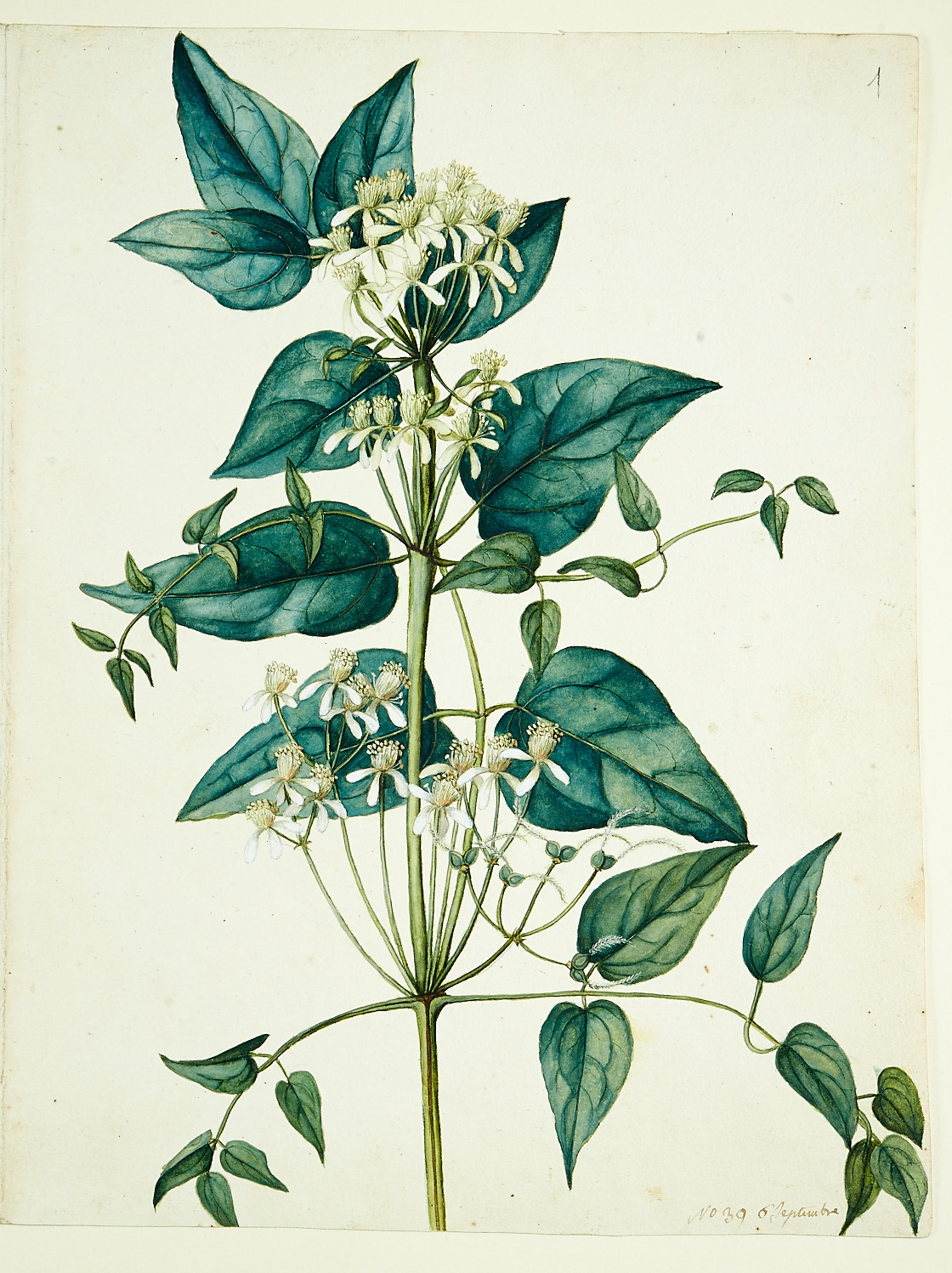
Une des planches de l'herbier de Rosalie de Constant

## Biographie
Rosalie de Constant naît le 31 juillet 1758 à Genève. Elle est originaire de Lausanne.
Ses parents sont l'écrivain Samuel de Constant de Rebecque et Charlotte Pictet (dont le père est professeur de droit à l’Académie de Genève), Rosalie est issue des milieux cultivés du XVIIIe siècle genevois.
Le mariage des parents de Rosalie est fortement encouragé par Voltaire, dont la propriété des Délices jouxte celle des Pictet. Les docteurs Jean Baumgartner (†1790) et Théodore Tronchin (1709-1781) comptent également parmi leurs voisins. Les Constant, propriétaires terriens, sont liés aux grandes familles de la région comme les Saussure, les Chandieu, les Charrière, les Loys et sont très intégrés à la vie sociale, culturelle et économique. Samuel et Charlotte auront quatre enfants: Rosalie, Lisette (1759-1837), Juste (1760-1793) et Charles (1762-1835), dit plus tard « Charles le Chinois » à cause de ses voyages et séjours en Chine entre 1779 et 1793. Après la mort de Charlotte en 1766, la famille connaît des difficultés financières. Dans ces circonstances, Rosalie tient son rôle de sœur aînée mais elle se fracture l’épaule dans un accident en 1767, ce qui la laissera handicapée toute sa vie. Rosalie aura un demi-frère né du second mariage de son père, Victor (1773-1853), qui fait partie de la Garde suisse de Louis XVI et qui échappe de justesse à la mort aux Tuileries lors du massacre du 10 août 1792.
Montrant très jeune des dispositions et encouragée par son père, Rosalie prend rapidement l’habitude d’écrire dans des cahiers (dits Cahiers verts) au contenu très bigarré : recettes de cuisine, remarques personnelles, vers, journal de voyage…
Dans les années 1770, la famille se rapproche de la branche lausannoise des Constant. Rosalie et son cousin, Benjamin Constant, se lient très tôt d’affection. Plus tard, ils échangeront d’ailleurs une importante correspondance qui ne prendra fin qu’avec la mort de Benjamin en 1830.
À cause de ses problèmes financiers, Samuel s’installe en 1787 à Lausanne dans la propriété de La Chablière. Celle-ci appartient au père de Benjamin, Juste de Constant, qui habite dans une propriété voisine, Désert. La vie sociale, culturelle et intellectuelle de l’élite lausannoise est alors rendue très dynamique par les présences de Gibbon, Jacques-Georges Deyverdun, et Tissot. La ville devient un pôle d’attraction international et, après la Révolution, un point de chute des émigrés.
Rosalie partage également une forte amitié avec sa cousine Constance d’Hermenches (1755-1825), qui deviendra Constance de Cazenove d’Arlens après son mariage en 1787. Constance avait fait la connaissance de la jeune Germaine de Staël et c’est d’ailleurs chez les Cazenove d’Arlens que Benjamin Constant rencontre Germaine de Staël le 18 septembre 1794. Rosalie admirait Germaine de Staël, mais lorsque les relations entre son cousin et la fille de Necker deviennent tumultueuses, elle reste du côté de Benjamin, sa confidente.
Pendant environ deux ans, entre 1791 et 1793, Rosalie entretient une idylle épistolaire avec Jacques-Henri Bernardin de Saint-Pierre. Mais l’auteur de Paul et Virginie met fin à leurs échanges lorsqu’il apprend que Rosalie est pauvre et infirme…
À partir de 1797, Rosalie demeure auprès de Mme de Charrière-Bavois, cousine germaine de son père, et dont le salon est l’un des plus importants de Lausanne. Edward Gibbon, Jacques-Georges Deyverdun, Joseph-Michel-Antoine Servan ou encore la future Madame de Montolieu s’y réunissent en effet. Ce contexte attise encore la passion de Rosalie pour la botanique, le dessin et la peinture. Dès 1795, ces intérêts s’étaient conjugués: Rosalie avait commencé un herbier peint, qu’elle poursuivra jusqu’à la fin de sa vie et qui peut s’inscrire dans un courant plus large à l’époque des Lumières (Horace-Bénédict de Saussure, Albrecht von Haller, Charles Bonnet, Jean-Jacques Rousseau…). Elle est encouragée dans ses travaux par Mathieu de Montmorency, au cours d’un voyage en montagne. L’herbier tient en quelque sorte pour Rosalie lieu de refuge face aux inquiétudes causées par la précarité de la situation financière familiale. Par deux fois au moins, elle essaiera d’ailleurs de vendre son herbier, sans succès.
Dès 1804, Rosalie entretient une longue amitié avec la romancière Claire de Duras, auteure d’Ourika et elle aussi passionnée de botanique. Rosalie coule une vie paisible, mais active. 
En 1819, Rosalie entreprend un voyage en Suisse centrale avec ses amis anglais Sir Francis et Lady Drake. Elle en rendra compte dans Un voyage en Suisse en 1819, un ouvrage inédit jusqu'en 1964. Elle est notamment hébergée par le botaniste Nicolas Charles Seringe au cours de son périple. 
De 1820 à sa mort en 1834, elle vit successivement à Lausanne, près de Saint-Jean, et à  Genève. Durant ses dernières années, avec son frère Charles, elle fréquente Albertine Necker de Saussure (cousine de Germaine de Staël), Sismondi, Charles Victor de Bonstetten, Édouard Diodati, ainsi que Chateaubriand et son épouse, à qui elle trouve un logement à Lausanne.
Rosalie ne s’est pas mariée, bien qu’elle ait été demandée en mariage au moins deux fois, la seconde par le général de Montesquiou. Elle a laissé le souvenir d’une femme calme, dévouée et quelque peu effacée, mais la remarquable correspondance qu’elle a échangée avec son frère Charles ou avec Benjamin Constant témoigne de son intelligence et de sa clairvoyance. Plusieurs de ses talents (d’observatrice, de dessinatrice, de peintre, de botaniste…) s’illustrent dans le travail réalisé pour son herbier peint.

## L’herbier peint
Son herbier occupe Rosalie pendant près de quarante ans (première planche datée du 23 mars 1795 – dernière planche datée du 16 juillet 1832), et représente quelque 1347 espèces sur 1245 planches. Dans ses voyages, ses rencontres ou ses promenades, elle profite de chaque occasion pour collecter, admirer et peindre des fleurs. En plus des dessins, l’herbier comporte des textes descriptifs de l’espèce représentée. Les références que Rosalie utilise sont les ouvrages de Lamarck, de Linné, de Haller, de Jussieu, de Tournefort, de Candolle. Parfois aidée par son frère Charles, elle y ajoute volontiers des observations, des remarques, des informations supplémentaires. Elle-même ne considère pas faire œuvre de botaniste ; pourtant certaines de ses précisions servent aujourd’hui de référence dans l’histoire de la flore locale et constituent « un panorama assez complet des rapports que les gens du tournant du XVIIIe et du XIXe siècle entretenaient avec leur environnement domestique naturel. »
Le dessin est « soigneusement esquissé au crayon, puis aquarellé, avec rehauts de gouache ». Il est réalisé d’après nature, avec minutie et exactitude, et montre les qualités d’observatrice de Rosalie. Les planches de l’herbier indiquent le goût et l’habileté de Rosalie autant que sa rigueur scientifique.
L’herbier a été déposé au musée botanique cantonal de Lausanne en 1844 et restauré dans les années 1990 ; il a fait l’objet d’une publication en 2008.